# Pero poolei
Pero poolei är en fjärilsart som beskrevs av Claude Herbulot 1990. Pero poolei ingår i släktet Pero och familjen mätare. Inga underarter finns listade i Catalogue of Life.